# Joan Carling
Joan Carling, född den 30 juni 1963 i Baguio City, är en filippinsk folkrättsaktivist och miljöaktivist. Hon har försvarat rättigheterna för infödda och marginaliserade folk i över 20 års tid. Carling är generalsekreterare i föreningen för asiatiska urfolk och fick 2018 pris från FN:s permanenta forum för ursprungsfolk.

## Biografi
Joan Carling föddes 1963 i Baguio; hennes far är hälften japan och hälften från Kankanaey-folket och hennes mor är Kankanaey. Kankanaey-folket bor i Bergsprovinsen i Norra Filippinerna. Efter grundskolan studerade Carling sociologi vid University of the Philippines Baguio. Hon avlade examen 1986. Medan hon fortfarande gick på college, blev hon mycket upprörd över mordet på en hövding 1984 då han demonstrerade mot Chico River Dam Project för att skydda kalingafolket.

## Priser och utmärkelser
- 2018 – Champions of the Earth[1]
- 2024 – Right Livelihood Award[2]